# Hibiscus elliottiae
Hibiscus elliottiae är en malvaväxtart som beskrevs av William Henry Harvey. Hibiscus elliottiae ingår i Hibiskussläktet som ingår i familjen malvaväxter. Inga underarter finns listade i Catalogue of Life.